# Abreulândia
Abreulândia är en kommun i Brasilien.   Den ligger i delstaten Tocantins, i den centrala delen av landet, 700 km norr om huvudstaden Brasília. Antalet invånare är 2 387.
Omgivningarna runt Abreulândia är huvudsakligen savann. Trakten runt Abreulândia är nära nog obefolkad, med mindre än två invånare per kvadratkilometer.